# Аеродром Пула
Међународни аеродром Пула (: , : ) (хрв. Međunarodna Zračna Luka Pula) је аеродром града Пуле и који покрива Истру. Аеродром се налази 6 km од центра Пуле.
Аеродром је 2018. године забележио преко 700 хиљада путника, махом током летње туристичке сезоне.

## Авио-компаније и дестинације
| Airlines              | Destinations |
| --------------------- | --- |
| Air Serbia            | Seasonal: Belgrade                                                                                                |
| Croatia Airlines      | Zadar, Zagreb Seasonal: Zürich                                                                                    |
| Discover Airlines     | Seasonal: Frankfurt                                                                                               |
| EasyJet               | Seasonal: Amsterdam, Basel/Mulhouse, Berlin, Bristol, Glasgow, London–Gatwick, London–Luton                       |
| Edelweiss Air         | Seasonal: Zürich                                                                                                  |
| Eurowings             | Seasonal: Cologne/Bonn, Düsseldorf, Hanover, Stuttgart                                                            |
| FLYYO                 | Seasonal charter: Tel Aviv                                                                                        |
| Jet2.com              | Seasonal: Birmingham, East Midlands (begins 24 May 2026), London–Stansted, Manchester                             |
| Lufthansa             | Seasonal: Frankfurt, Munich                                                                                       |
| Norwegian Air Shuttle | Seasonal: Copenhagen, Oslo, Stockholm–Arlanda                                                                     |
| Ryanair               | Seasonal: Charleroi, Gothenburg (begins 2 June 2025), Katowice, London–Stansted, Memmingen, Poznań, Vienna, Weeze |
| Scandinavian Airlines | Seasonal: Copenhagen, Oslo                                                                                        |
| Trade Air             | Osijek, Split |
| Transavia             | Seasonal: Rotterdam/The Hague                                                                                     |
| TUI Airways           | Seasonal: Birmingham, London–Gatwick, Manchester                                                                  |
| TUI fly Nordic        | Seasonal charter: Gothenburg, Stockholm–Arlanda                                                                   |